# Schochia laevis
Schochia laevis är en insektsart som beskrevs av Brunner von Wattenwyl 1895. Schochia laevis ingår i släktet Schochia och familjen vårtbitare. Inga underarter finns listade i Catalogue of Life.